# Vinod Pande
Vinod Pande (Hindi विनोद पांडे Vinod Pāṇḍe; * in Uttar Pradesh) ist ein indischer Regisseur, Schauspieler, Produzent und Autor.

## Leben
Pande wurde in einem Dorf in Uttar Pradesh geboren. Er studierte Sozialarbeit in Udaipur und kam Anfang der 1960er Jahre nach Bombay. Dort war er unter anderem für All India Radio tätig. Im Mai 1966 zog er nach London, wo er bei der Werbeagentur „Image Enterprises“ arbeitete, für die er mehrere Werbefilme drehte, und als Hindi-Nachrichtensprecher bei der BBC engagiert war. Für das British Film Institute drehte er 1972 mit London Me Bharat seinen ersten Dokumentarfilm auf Hindi, der sich mit dem alltäglichen Leben südasiatischer Briten in Londoner Vororten (Southall) befasst. 1980 schuf er mit Ek Baar Phir den ersten Hindi-Film, der komplett in Großbritannien produziert wurde. Mit Star (1982) versuchte er sich an der Form des Filmmusicals im westlichen Stil. Sein Film Sins (2005), der die sexuelle Beziehung eines katholischen Priesters zu einer jüngeren Frau zum Thema hat, rief Proteste indischer Christen hervor. Auch in seinem jüngsten Film, dem Psychothriller Red Swastik (2007) mit dem Model Sherlyn Chopra in der Hauptrolle, sparte Pande nicht mit für indische Filme vergleichsweise freizügigen Szenen – nach einer Vergewaltigung rächt sich die Protagonistin an ihren Peinigern und tötet sie einen nach dem anderen.
Pande ist Autor dreier englischsprachiger Romane: Don’s Wife, Saanvri – The story of a concubine und Destiny.

## Filmografie
- 1972: London Me Bharat (Dokumentarfilm)
- 1980: Ek Baar Phir
- 1982: Yeh Nazdeekiyan
- 1982: Star
- 1988: Ek Naya Rishta
- 1989: Sach
- 1994: Reporter (Fernsehfilm)
- 2005: Sins
- 2007: Red Swastik
- 2011: Chaloo Movie
- 2016: Panaah (Kurzfilm)